# Los Metro
Los Premios Metropolitanos de Teatro, frecuentemente referidos como Premios Metro o simplemente Los Metro, es una ceremonia anual realizada en México para dar reconocimiento a actores, actrices, tecnología en el teatro y producciones teatrales, digitales y en vivo, dentro de México.
Desde 2018 se han llevado a cabo tres ceremonias en la Ciudad de México, las cuales son transmitidas a través de MVS TV y digitalmente mediante YouTube.

## Historia
Los premios fueron establecidos en 2017 por la Academia Metropolitana de Teatro, una asociación civil mexicana, originalmente con el apoyo del Gobierno de la Ciudad de México a través de la Secretaría de Cultura y el Fondo Mixto de Promoción Turística. Mariana Garza, actriz y cantante mexicana, es una de las productoras del evento. La primera ceremonia se llevó a cabo en 2018.
| Edición                  | Año                      | Sede                                 | Conducción                         |
| ------------------------ | ------------------------ | ------------------------------------ | ---------------------------------- |
| 1.ª edición de Los Metro | 28 de agosto de 2018     | Teatro de la Ciudad Esperanza Iris   | Chumel Torres                      |
| 2.ª edición de Los Metro | 21 de agosto de 2019     | Teatro Telcel                        | Michelle Rodríguez                 |
| 3.ª edición de Los Metro | 24 de noviembre de 2021  | Teatro Ángela Peralta                | Alan Estrada                       |
| 4.ª edición de Los Metro | 18 de octubre de 2022.   | Teatro Julio Jalisco                 | Regina Blandón                     |
| 5.ª edición de Los Metro | 29 de noviembre de 2023. | Teatro de la Ciudad "Esperanza Iris" | Fernanda Castillo y César Enriquez |

## Categorías
En 2021 se reconocen 34 categorías, con distintas distinciones para producciones mexicanas originales y adaptaciones de obras internacionales. Un "Premio a la trayectoria" se entrega con apoyo de la Secretaría de Cultura de manera no competitiva a personas que durante su vida han hecho una contribución sobresaliente al teatro en México.
El reglamento y la convocatoria se decide a través de un consejo técnico, mientras que los ganadores se deciden por votación de un jurado rotativo de profesionales de teatro.
Los ganadores son reconocidos con un trofeo diseñado por Aldo Chaparro, un escultor mexicano originario de Perú. Una categoría, el "Premio Ciudad de México", ofrece un premio monetario para producciones de trato y asociaciones civiles nominados por hacer contribuciones artísticas y sociales en la Ciudad de México. Antiguos ganadores de este premio incluyen Seña y verbo, Festival Dramafest y la Compañía de Teatro Penitenciario.

### Categorías de interpretación
- Mejor actuación masculina principal en un musical.
- Mejor actuación femenina principal en un musical.
- Mejor actuación masculina de reparto en un musical.
- Mejor actuación femenina de reparto en un musical.
- Mejor actuación masculina principal en una obra.
- Mejor actuación femenina principal en una obra.
- Mejor actuación masculina de reparto en una obra.
- Mejor actuación femenina de reparto en una obra.
- Mejor ensamble en una obra de teatro o musical.

### Categorías técnicas y de diseño
- Mejor diseño de escenografía para un musical.
- Mejor diseño de escenografía para una obra.
- Mejor diseño de iluminación para un musical.
- Mejor diseño de iluminación para una obra.
- Mejor diseño de vestuario para un musical.
- Mejor diseño de vestuario para una obra.
- Mejor diseño sonoro para un musical.
- Mejor diseño sonoro para una obra.
- Mejor diseño de video.

### Categorías de dirección y creativas
- Mejor obra de teatro musical.
- Mejor obra de teatro.
- Mejor comedia.
- Mejor espectáculo unipersonal.
- Mejor obra para público joven.
- Mejor espectáculo de cabaret.
- Mejor proyecto teatral en video.
- Mejor dirección de una obra musical.
- Mejor dirección de una obra.
- Mejor coreografía y/o movimiento para un musical.
- Mejor coreografía y/o movimiento para una obra.
- Mejor composición de música original para un musical mexicano.
- Mejor composición musical original para una obra.
- Dramaturgia Mexicana.
- Mejor adaptación de obra de teatro o musical.

## Rerefencias
1. ↑  http://teatros.cultura.cdmx.gob.mx/content/premios-metropolitanos-de-teatro
2. ↑  https://www.eluniversal.com.mx/espectaculos/teatro/los-metro-2021-el-teatro-esta-de-vuelta-si-se-realizara-la-gala
3. ↑  México, Secretaría de Cultura de la Ciudad de. «Lanzan Premios Metropolitanos de Teatro para posicionar a la CDMX como capital teatral de categoría mundial». Secretaría de Cultura de la Ciudad de México.
4. ↑  https://www.eluniversal.com.mx/espectaculos/teatro/billy-elliot-brillo-en-la-primera-entrega-de-los-premios-metropolitanos-de
5. ↑  https://www.cronica.com.mx/escenario/premios-metro-regresan-celebrar-teatro-luego-ausencia-pandemia.html
6. 1 2  https://www.milenio.com/espectaculos/teatro/estrellas-teatro-brillan-alfombra-roja-metro
7. ↑  https://www.milenio.com/espectaculos/teatro/los-metro-2019-ganadores
8. ↑  Escalante, Ariel (20 de octubre de 2022). «Los Metro 2022: las obras ganadoras que siguen en cartelera». IMER Noticias. Consultado el 19 de junio de 2024.
9. ↑  Redacción (30 de noviembre de 2023). «Ganadores de la quinta edición de los Metro GNP 2023». Consultado el 19 de junio de 2024.
10. ↑  «Los Premios Metropolitanos de Teatro y otras obras que pusieron a Chumel a cantar». cultura.nexos.com.mx.
11. ↑  «Presenta Premios Metro reconocimiento CDMX a contribución artística o social». 20 de diciembre de 2017.
12. ↑  https://www.eluniversal.com.mx/espectaculos/teatro-penitenciario-triunfa-en-los-metro